# Carrer d'Eusebi Estada

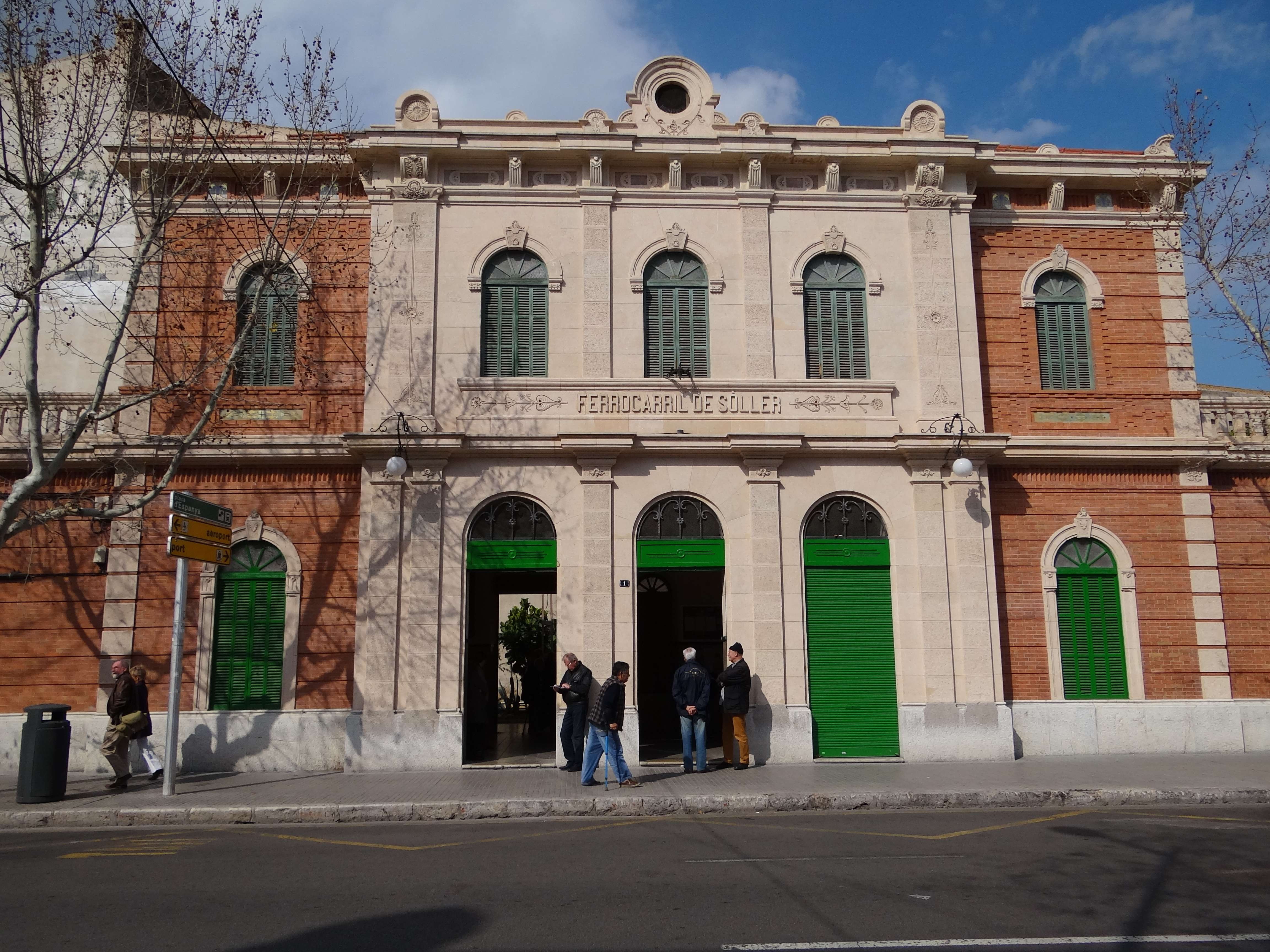
Estació del tren de Sóller

El carrer Eusebi Estada és un carrer situat a la ciutat de Palma que duu el nom de l'enginyer Eusebi Estada, que va promoure la construcció de ferrocarrils a l'illa de Mallorca a finals del segle xix. El carrer està situat al Districte Nord de la ciutat i travessa els barris d'Arxiduc, Plaça de Toros i Son Oliva. S'estén des de l'Avinguda de Joan March fins al polígon de Son Castelló, on s'inicia la carretera vella de Bunyola. Té una longitud total de 1600 metres.
En el número u del carrer es troba l'estació del ferrocarril de Sóller, que uneix la ciutat amb la principal població de Tramuntana. La via d'aquest tren discorre pel centre del carrer fins a arribar a l'encreuament amb la carrer Concòrdia, on es desvia en direcció nord.